# Emiko Miyamoto
Pour les articles homonymes, voir Miyamoto.
Emiko Miyamoto (-Terayama), née le 10 mai 1937 dans la préfecture de Fukushima et morte le 7 décembre 2023, est une joueuse de volley-ball japonaise.
Joueuse de l'équipe du Japon de volley-ball féminin, elle remporte le Championnat du monde de volley-ball féminin 1962 et le tournoi olympique de volley-ball de 1964 à Tokyo. 